# 贝溪乡
贝溪乡，是中华人民共和国湖南省郴州市桂东县下辖的一个乡镇级行政单位。

## 行政区划
贝溪乡下辖以下地区：
贝溪村、双洞村、南边村、壕里村、大岭村和牛江村。